# جبل زويغابين
جبل زويغابين هو جبل يقع في ولاية كايين جنوب ميانمار يبعد حوالي 450 كم جنوب العاصمة نايبيداو.